# Ichthydium macropharyngistum
Ichthydium macropharyngistum är en djurart som tillhör fylumet bukhårsdjur, och som beskrevs av Brunson 1947. Ichthydium macropharyngistum ingår i släktet Ichthydium och familjen Chaetonotidae. Inga underarter finns listade i Catalogue of Life.